# Beau Hoopman
Beau Hoopman (Sheboygan, 1º ottobre 1980) è un ex canottiere statunitense, vincitore della medaglia d'oro nell'8 con a Atene 2004 e di bronzo sempre nell'8 con a Pechino 2008.

## Palmarès
- Olimpiadi

Atene 2004: oro nell'8 con.
Pechino 2008: bronzo nell'8 con.
- Campionati del mondo di canottaggio

2005 - Kaizu: oro nell'8 con.
2006 - Eton: bronzo nell'8 con.